# コルト・ベスト・ポケット
コルト M1908 ベスト・ポケット （英: Colt Model.1908 Vest Pocket） は、アメリカの銃器メーカーであるコルト（Colt Patent Firearms）社がFN社のM1906をベースにアメリカで発売した.25口径拳銃である。
俗にいう.25オート（.25 Auto）は、1968年以降に本銃の後継として販売された「ジュニア・コルト」を呼ぶのが本来であるが、本銃を.25オートと呼ぶこともある。

## 概要
1908年に発売され、コルト社最小のピストルとして人気を博した。"ベスト・ポケット"のベストとは、いわゆるチョッキを指す。スーツのポケットよりも小さいベストのポケットにも入るという意味である。
使用弾薬は.25ACP弾で、装弾数は6+1発。ストレートブローバック方式の作動機構、ストライカー方式によるシングルアクション方式の撃発機構を採用している。フロントサイト、リアサイトは備わっておらず、トリガーはシングルアクションに適したスライドトリガーで、弾倉を抑えるマガジンキャッチはグリップエンド部に設けられており、安全装置はマニュアルセーフティの他にグリップセーフティを備え、マニュアルセーフティは直接スライドに食い込み、固定するタイプである。
小口径の護身用銃として女性にも人気が高く、グリップなどさまざまなカスタムパーツが用意され、1948年までに約42万丁が生産された。第二次世界大戦以前は日本にも輸入されており、日本軍将校の護身用としても使用された。

## 登場作品

### 映画・テレビドラマ
『探偵Xからの挑戦状!』
『デッドプール』
アルが護身用に愛用しており、レッグホルスターに携行。ウェイド（デッドプール）が、彼女から借用し、フランシスの射殺に使用した。尚、劇中でウィーゼルが本銃を見て「.45口径か、良いねぇ」と発言するシーンがあるが、実際の本銃に.45口径弾を使用するモデルは存在しない。
『デッドプール2』
前作に引き続きアルが護身用に所持しているが、盲目のために毎回、誤った方向に向けている。
『野良犬』
物語上の重要な小道具として登場。

### 小説
『怪人二十面相』
少年探偵団の団員の七つ道具の一つ。
『中二病でも恋がしたい!』
スリーブガンとして登場している。